# Velika nagrada Mehike 1988
Velika nagrada Mehike 1988 je bila četrta dirka Svetovnega prvenstva Formule 1 v sezoni 1988. Odvijala se je 29. maja 1988 na dirkališču Autodromo Hermanos Rodriguez v Mexico Cityju. Zmagal je Alain Prost, drugo mesto je osvojil Ayrton Senna, tretje pa Gerhard Berger. Senna je osvojil najboljši štartni položaj, Prost pa je postavil najhitrejši krog dirke, ki je bil hkrati tudi rekord steze. 

## Poročilo

### Kvalifikacije
Ponovno sta na obeh kvalifikacijskih treningih prevladovala McLarnoba dirkača. Ayrton Senna je osvojil najboljši štartni položaj s časom, ki je bil kar za sekundo hitrejši od časa Nigela Mansella, ki je osvojil najboljši štartni položaj na dirki za Veliko nagrado Mehike v prešnji sezoni 1987. Alain Prost je osvojil drugo štartno mesto, Gerhard Berger in Nelson Piquet sta zasedla drugo štartno vrsto. Satoru Nakajima z Lotusom in Eddie Cheever z Arrowsom sta presenetil s šestim oziroma sedmim štartnim mestom, Mansell pa je zaradi težav z vzmetenjem dosegel le štirinajsti čas kvalifikacij. Kvalifikacije pa je zaznamovala tudi huda nesreča Philippa Alliota pri visoki hitrosti. V ovinku Peraltada curve, ki so ga dirkači prevozili s hitrostjo 240 km/h, je izgubil nadzor nad svojim dirkalnikom Larrousse, in najprej trčil v zid, ki ločuje štartno-ciljno ravnino od boksov, nato se je dirkalnik večkrat prevrnil in močno poškodovan končal obrnjen na glavo sredi steze. Alliot jo je srečno odnesel brez poškodb, dirkalnik pa je bil rekordno hitro obnovljen, tako da je Francoz celo lahko nastopil na dirki. 

### Dirka
Prvi štart je bil prekinjen, ker je Alessandru Nanniniju ugasnil njegov dirkalnik Benetton. Ob drugem štartu se je v vodstvo pognal Prost, Senno je upočasnila težava z ventilom motorja, toda kmalu je prehitel Piqueta in se prebil na drugo mesto. Podobno je uspelo tudi Bergerju, ki se je prebil na tretje mesto in začel loviti Senno. Toda približno na polovici dirke je dobil signal iz boksov, da mora upočasniti, ker je bil v nevarnosti, da mu zmanjka goriva. Toda ta signal se je kasneje izkazal za napačnega. V osemindvajsetem krogu je odstopil Nakajima zaradi okvare motorja, njegovemu moštvenemu kolegu Piquetu pa se je podobno zgodilo v devetinpetdesetem krogu. Tako je McLaren dosegel dvojno zmago, Prost pred Senno, Ferrarijeva dirkača Gerhard Berger in Michele Alboreto sta bila tretji oziroma četrti, dirkača Arrowsa Derek Warwick in Eddie Cheever sta po medsebojnem boju skozi celotno dirko osvojila peto oziroma šesto mesto, ločevalo pa ju je le 0,7 sekunde. Uvrščenih je bil šestnajst dirkačev, le prvi trije pa v istem krogu.

## Dirka
| Poz | Št | Dirkač             | Konstruktor     | Krogi | Čas/Odstop  | Št. m. | Toč |
| --- | -- | ------------------ | --------------- | ----- | ----------- | ------ | --- |
| 1   | 11 | Alain Prost        | McLaren-Honda   | 67    | 1:30:15,737 | 2      | 9   |
| 2   | 12 | Ayrton Senna       | McLaren-Honda   | 67    | + 7,104 s   | 1      | 6   |
| 3   | 28 | Gerhard Berger     | Ferrari         | 67    | + 57,314 s  | 3      | 4   |
| 4   | 27 | Michele Alboreto   | Ferrari         | 66    | +1 krog     | 5      | 3   |
| 5   | 17 | Derek Warwick      | Arrows-Megatron | 66    | +1 krog     | 9      | 2   |
| 6   | 18 | Eddie Cheever      | Arrows-Megatron | 66    | +1 krog     | 7      | 1   |
| 7   | 19 | Alessandro Nannini | Benetton-Ford   | 65    | +2 kroga    | 8      |     |
| 8   | 20 | Thierry Boutsen    | Benetton-Ford   | 64    | +3 krogi    | 11     |     |
| 9   | 29 | Yannick Dalmas     | Larrousse-Ford  | 64    | +3 krogi    | 22     |     |
| 10  | 26 | Stefan Johansson   | Ligier-Judd     | 63    | +4 krogi    | 24     |     |
| 11  | 24 | Luis Perez-Sala    | Minardi-Ford    | 63    | +4 krogi    | 25     |     |
| 12  | 14 | Philippe Streiff   | AGS-Ford        | 63    | +4 krogi    | 19     |     |
| 13  | 32 | Oscar Larrauri     | Euro Brun-Ford  | 63    | +4 krogi    | 26     |     |
| 14  | 31 | Gabriele Tarquini  | Coloni-Ford     | 62    | +5 krogov   | 21     |     |
| 15  | 9  | Piercarlo Ghinzani | Zakspeed        | 61    | +6 krogov   | 18     |     |
| 16  | 16 | Ivan Capelli       | March-Judd      | 61    | +6 krogov   | 10     |     |
| Ods | 1  | Nelson Piquet      | Lotus-Honda     | 58    | Motor       | 4      |     |
| Ods | 22 | Andrea de Cesaris  | Rial-Ford       | 52    | Menjalnik   | 12     |     |
| Ods | 2  | Satoru Nakadžima   | Lotus-Honda     | 27    | Motor       | 6      |     |
| Ods | 5  | Nigel Mansell      | Williams-Judd   | 20    | Motor       | 14     |     |
| Ods | 10 | Bernd Schneider    | Zakspeed        | 16    | Motor       | 15     |     |
| Ods | 6  | Riccardo Patrese   | Williams-Judd   | 16    | Motor       | 17     |     |
| Ods | 25 | René Arnoux        | Ligier-Judd     | 13    | Trčenje     | 20     |     |
| Ods | 36 | Alex Caffi         | Dallara-Ford    | 13    | Zavore      | 23     |     |
| Ods | 15 | Maurício Gugelmin  | March-Judd      | 10    | El. sistem  | 16     |     |
| Ods | 30 | Philippe Alliot    | Larrousse-Ford  | 0     | Vzmetenje   | 13     |     |
| DNQ | 23 | Adrián Campos      | Minardi-Ford    |       |             |        |     |
| DNQ | 3  | Jonathan Palmer    | Tyrrell-Ford    |       |             |        |     |
| DNQ | 21 | Nicola Larini      | Osella          |       |             |        |     |
| DNQ | 4  | Julian Bailey      | Tyrrell-Ford    |       |             |        |     |
| EX  | 33 | Stefano Modena     | Euro Brun-Ford  |       | Izključen   |        |     |